# Associazione Mondiale di Psichiatria
L'Associazione Mondiale di Psichiatria (in lingua inglese World Psychiatric Association) è l'organizzazione internazionale che associa le Società di Psichiatria nazionali di tutto il mondo. Essa ha lo scopo di organizzare i congressi dell'associazione medesima nel mondo, e cura i profili etici e gli standard scientifici a livello internazionale della professione psichiatrica. La WPA associa 135 società psichiatriche nazionali che rappresentano 200.000 psichiatri di tutto il mondo. L'attuale presidente è la Prof.ssa Helen Herrman.

## Storia
I primi congressi mondiali di psichiatria ebbero luogo nel 1950 e nel 1957, rispettivamente a Parigi e Zurigo, mostrando come tale campo si fosse notevolmente esteso grazie ad una crescente comprensione del funzionamento cerebrale, palesando inoltre la necessità di tralasciare l'ormai desueto approccio teorico ai fini di promuovere una conoscenza maggiormente empirica. Da queste premesse, con lo scopo di acquisire le migliori competenze professionali possibili attraverso la condivisione internazionale delle informazioni al tempo note sulla psiche, nasce nel 1961 l'Associazione Mondiale di Psichiatria.